# Джон Елиът Гардинър
Джон Елиът Гардинър, CBE (на английски: John Eliot Gardiner, е английски диригент, един от най-прочутите интерпретатори на музиката в стил барок.

## Биография
Завършва Кингс Колидж (Кеймбридж), където изучава история и арабски език. Учи при Надя Буланже в Париж. Основава хор Монтеверди (1966 г.), оркестър Монтеверди (1968 г.), ансамбъл Английски барокови солисти (1978 г.) и Революционно-романтичен оркестър (1990 г.).

## Репертоар и партньори
Репертоарът му не се ограничава само с бароковата епоха, а включва и Монтеверди, и Бенджамин Бритън. Работи с множество големи оркестри – оглавява Лионската опера (1983 – 1988 г.) и Симфоническия оркестър на Северногерманското радио (1991 – 1994 г.), диригент е на оркестър Филхармония, Бостънския симфоничен оркестър, оркестър Концертгебау, Виенския филхармоничен оркестър

## Признание и награди
Почетен доктор на Лионския университет (1987 г.), кавалер на Ордена за литература и изкуство (1988 г.), командор на Ордена на Британската империя (1990 г.). Премия на фирма Грамофон – Артист на годината (1994 г.), премия на фирма Ехо-класик – Диригент на годината (1995 г.), награда „Дитрих Букстехуде“ (1995 г.), награда „Грами“ (1994 и 1999 г.), награда „Роберт Шуман“ (2001 г.). Посветен в рицарско звание през 1998 г.